# De constantia sapientis
De constantia sapientis (Nederlands: Over de standvastigheid van de wijze) is een geschrift uit de Dialogi van Lucius Annaeus Seneca, geschreven omstreeks het jaar 55. De filosoof richt het aan zijn jongere vriend Annaeus Serenus. Hij betoogt met vele voorbeelden dat stoïcijnen zich niet laten beschadigen door onrecht en pech, maar stug en onbuigzaam doorgaan.

## Nederlandse vertalingen
- Seneca. Vragen en antwoorden, vert. Cornelis Verhoeven, 1983. ISBN 9789026305771
- Seneca. Dialogen, vert. Tjitte H. Janssen, 1996. ISBN 9789053522509
- Seneca. Onkwetsbaarheid, vert. Vincent Hunink, 2014. ISBN 9789025304010